# Músculos supra-hióideos
Os músculos supra-hioideos (português brasileiro) ou músculos supra-hioideus (português europeu) são um grupo muscular da região ântero-lateral do pescoço, de músculos que se inserem no osso hióide e têm origem superior a este osso. São eles: num plano mais superficial, os músculos digástrico e estilo-hioideu; num plano médio, o músculo milo-hioideu; e, num plano mais profundo, o músculo génio-hioideu. À excepção do músculo génio-hioideu, todos os músculos supra-hioideus são músculos da faringe.

## Mecânica muscular
Estes quatro músculos produzem acções diferentes mas, de uma maneira geral, auxiliam a elevação do osso hióide e o alargamento do esófago durante a deglutição.
| Músculo                       | Origem                                                           | Inserção             | Inervação                                                                           |
| ----------------------------- | ---------------------------------------------------------------- | -------------------- | ----------------------------------------------------------------------------------- |
| Digástrico (ventre anterior)  | fossa digástrica (mandíbula)                                     | tendão intermediário | nervo milo-hioideu - ramo do par craniano V3 (divisão mandibular do nervo trigémeo) |
| Digástrico (ventre posterior) | processo mastóide (osso temporal)                                | tendão intermediário | nervo facial (VII)                                                                  |
| Gênio-hióideo                 | protuberância mentual inferior da sínfise mandibular (mandíbula) | osso hióide          | C1 (1.º nervo cervical espinhal)                                                    |
| Estilo-hióideo                | processo estilóide (osso temporal)                               | osso hióide          | nervo facial (VII)                                                                  |
| Milo-hióideo                  | linha milo-hioideia (mandíbula)                                  | osso hióide          | nervo milo-hioideu - ramo do par craniano V3 (divisão mandibular do nervo trigémeo) |